# Frederick Robe
Frederick Holt Robe (ur. 1802, zm. 4 kwietnia 1871 w Londynie) – brytyjski żołnierz i administrator kolonialny, generał, w latach 1845-1848 gubernator Australii Południowej. 

## Życiorys

### Kariera wojskowa
Był synem oficera British Army i poszedł w ślady ojca. Rozpoczął służbę jako chorąży, w 1825 został porucznikiem, w 1833 kapitanem, a w 1846 majorem. W latach 1840–1841 walczył w wojnie kolonialnej w Syrii, później służył jako sekretarz wojskowy w administracji kolonialnej na Mauritiusie i w Gibraltarze. 

### Gubernator Australii Południowej
W 1845 został gubernatorem Australii Południowej, gdzie szybko stał się bardzo niepopularną postacią, głównie ze względu na fakt, iż próbował wymuszać przestrzeganie decyzji brytyjskiego rządu, których nie akceptowała lokalna społeczność w kolonii. Dotyczyły to m.in. opłat od eksploatacji złóż mineralnych, a także państwowych dotacji dla Kościoła anglikańskiego. Ostatecznie po prawie trzech latach ciągłych potyczek z członkami Rady Ustawodawczej podał się do dymisji. 

### Późniejsze życie
Po nieudanej kadencji w Australii powrócił na Mauritius, gdzie piastował znacznie niższe stanowisko. W 1862 otrzymał pierwszy stopień generalski. Zmarł w 1871. 

## Odznaczenia
W 1848 otrzymał Order Łaźni najniższej klasy Kawaler. 